# 梅耶
梅耶（法語：Meillers，法語發音：[mɛje]）是法国阿列省的一个市镇，位于该省中部偏北，属于穆兰区。

## 地理
梅耶（46°30'26"N, 3°5'34"E）面积23.48 平方千米，位于法国奥弗涅-罗讷-阿尔卑斯大区阿列省，该省份为法国中部省份，北起涅夫勒省、西北接谢尔省，西南至克勒兹省，南至多姆山省，东南临卢瓦尔省，东临索恩-卢瓦尔省。
与梅耶接壤的市镇（或旧市镇、城区）包括：欧特里伊萨尔、波旁拉尔尚博、日普西、阿列省努瓦扬、苏维尼。
梅耶的时区为UTC+01:00、UTC+02:00（夏令时）。

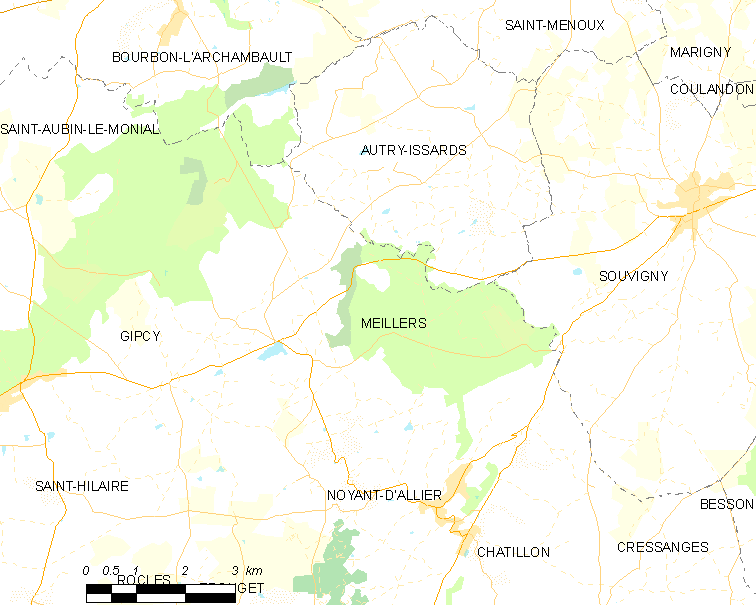
梅耶的OSM定位图

## 行政
梅耶的邮政编码为03210，INSEE市镇编码为03170。

## 政治
梅耶所属的省级选区为苏维尼县。

## 人口

1962-2008年间梅耶人口变化图示

梅耶于2022年1月1日时的人口数量为128人。